# Udspring under sommer-OL 2008
Udspring ved sommer-OL 2008. Udspring står på det olympiske program for 24. gang ved OL 2008 i Beijing. Det skal konkurreres om åtte olympiske titler, fire for herrer og fire for damer, i perioden 10. til 23. august

## Medaljer
| Udspring OL 2008 Beijing | Udspring OL 2008 Beijing | Udspring OL 2008 Beijing | Udspring OL 2008 Beijing | Udspring OL 2008 Beijing | Udspring OL 2008 Beijing |
| ------------------------ | ------------------------ | ------------------------ | ------------------------ | ------------------------ | ------------------------ |
| Nr.                      | Land                     | Guld                     | Sølv                     | Bronze                   | Totalt                   |
| 1.                       | Kina                     | 7                        | 1                        | 3                        | 11                       |
| 2.                       | Australien               | 1                        | 1                        | 0                        | 2                        |
| 3.                       | Rusland                  | 0                        | 3                        | 2                        | 5                        |
| 4.                       | Canada                   | 0                        | 2                        | 0                        | 2                        |
| 5.                       | Tyskland                 | 0                        | 1                        | 1                        | 2                        |
| 6.                       | Mexico                   | 0                        | 0                        | 1                        | 1                        |
| 6.                       | Ukraine                  | 0                        | 0                        | 1                        | 1                        |
| Totalt                   | Totalt                   | 8                        | 8                        | 8                        | 24                       |

### Mænd
| Øvelse:          | Guld:                        | Sølv:                                      | Bronze:                                    |
| 3 meter          | He Chong · Kina              | Alexandre Despatie · Canada                | Qin Kai · Kina                             |
| 10 meter         | Matthew Mitcham · Australien | Luxin Zhou · Kina                          | Gleb Galperin · Rusland                    |
| 3 meter synkron  | Wang Feng · Qin Kai · Kina   | Dmitri Sautin · Jurii Kunakov · Rusland    | Illja Kvascha · Oleksii Prygorov · Ukraine |
| 10 meter synkron | Yue Lin · Liang Huo · Kina   | Patrick Hausding · Sascha Klein · Tyskland | Gleb Galperin · Dmitri Dobroskok · Rusland |

### Kvinder
| Øvelse:          | Guld:                           | Sølv:                                             | Bronze:                                  |
| 3 meter          | Guo Jingjing · Kina             | Julia Pakhalina · Rusland                         | Wu Minxia · Kina                         |
| 10 meter         | Wang Xin · Kina                 | Émilie Heymans · Canada                           | Chen Ruolin · Kina                       |
| 3 meter synkron  | Guo Jingjing · Wu Minxia · Kina | Julia Pakhalina · Anastasia Pozdnyakova · Rusland | Ditte Kotzian · Heike Fischer · Tyskland |
| 10 meter synkron | Wang Xin · Chen Ruolin · Kina   | Briony Cole · Melissa Wu · Australien             | Paola Espinosa · Tatiana Ortiz · Mexico  |

## Program
Alle tider er lokal tid (UTC+8)
| Dag                     | Tid         | Øvelse                                         |
| ----------------------- | ----------- | ---------------------------------------------- |
| Søndag 10. august 2008  | 14:30-15:40 | 3 m synkronudspring, kvinder                   |
| Mandag 11. august 2008  | 14:30-15:40 | 10 m synkronudspring, herrer                   |
| Tirsdag 12. august 2008 | 14:30-15:40 | 10 m synkronudspring, kvinder                  |
| Onsdag 13. august 2008  | 14:30-15:40 | 3 m synkronudspring, herrer                    |
| Fredag 15. august 2008  | 13:30-16:30 | 3 m vippe, kvinder (indledende)                |
| Lørdag 16. august 2008  | 20:00-21:40 | 3 m vippe, kvinder (semifinale)                |
| Søndag 17. august 2008  | 20:30-22:00 | 3 m vippe, kvinder (finale)                    |
| Mandag 18. august 2008  | 19:00-22:30 | 3 m vippe, herrer (indledende)                 |
| Tirsdag 19. august 2008 | 10:00-11:50 | 3 m vippe, herrer (semifinale)                 |
| Tirsdag 19. august 2008 | 20:30-22:10 | 3 m vippe, herrer (finale)                     |
| Onsdag 20. august 2008  | 19:00-22:10 | 10 m spring fra platform, kvinder (indledende) |
| Torsdag 21. august 2008 | 10:00-11:40 | 10 m spring fra platform, kvinder (semifinale) |
| Torsdag 21. august 2008 | 20:00-21:30 | 10 m spring fra platform, kvinder (finale)     |
| Fredag 22. august 2008  | 19:00-22:45 | 10 m spring fra platform, herrer (indledende)  |
| Lørdag 23. august 2008  | 10:00-11:50 | 10 m spring fra platform, herrer (semifinale)  |
| Lørdag 23. august 2008  | 20:00-21:40 | 10 m spring fra platform herrer (finale)       |